# 传递关系
在逻辑学和数学中，傳遞關係（英語：Transitive relation）、即，若对所有的a，b，c属于X，下述語句保持有效，則集合X上的二元关系R是传递的：「若a关系到b且b关系到c，则 a关系到c。」

## 特性
数学上表示为：
{\displaystyle \forall a,b,c\in X,\ aRb\land bRc\;\Rightarrow aRc}
例如：大于等于具有传递关系：若{\displaystyle a\geqslant b}且{\displaystyle b\geqslant c}则{\displaystyle a\geqslant c}。
传递关系举例：
- 等于
- 是......的子集
- 小于等于
- 整除

满足自反性的传递关系称为预序关系。满足反对称性的预序关系称为偏序关系。满足对称性的预序关系称为等价关系。

## 外部連結
- Transitivity in Action （页面存档备份，存于） at cut-the-knot